# Video Pinball
Video Pinball (videofliper) ime je za igraću konzolu koju je na tržište izvela američka tvrtka Atari 1977. kao kućnu izvedbu uspješne arkadne igre Breakout (zid). Video pinball imala je tri izvedbe: Pinball (fliper), Basketball (košarka), i Breakout; konzola je sveukupno imala 7 igara (4 inačice flipera, 1 košarke, 2 inačice zida). Video Pinball je koristio mikro kontroler, i malu količinu RAM memorije umjesto posebnog integriranog kruga "Pong na čipu" kao mnoge druge pong mašine tvtke Atari. Fliper se igrao s gumbovima na strani konzole, dok su igre zid i košarka igrali s potenciometrima.